# Аугустувка (Люблінське воєводство)
Аугустувка (пол. Augustówka) — село в Польщі, у гміні Семень Парчівського повіту Люблінського воєводства. Населення — 98 осіб (2011).

## Історія
У часи входження до складу Російської імперії належало до Радинського повіту Сідлецької губернії.
За даними етнографічної експедиції 1869—1870 років під керівництвом Павла Чубинського, у селі переважно проживали греко-католики, але усе населення розмовляло польською мовою.
У 1975—1998 роках село належало до Білопідляського воєводства.

## Демографія
Демографічна структура станом на 31 березня 2011 року:
|          | Загалом | Допрацездатний вік | Працездатний вік | Постпрацездатний вік |
| -------- | ------- | ------------------ | ---------------- | -------------------- |
| Чоловіки | 46      | 8                  | 33               | 5                    |
| Жінки    | 52      | 10                 | 24               | 18                   |
| Разом    | 98      | 18                 | 57               | 23                   |